# Pastierske
Pastierske je přírodní rezervace v Tatranském národním parku.
Nachází se v katastrálním území obce Štrba v okrese Poprad v Prešovském kraji. Území bylo vyhlášeno či novelizováno v roce 1986 na rozloze 2,93 ha. Ochranné pásmo nebylo stanoveno.